# 農閑期
| ウィキペディアには「農閑期」という見出しの百科事典記事はありません（タイトルに「農閑期」を含むページの一覧/「農閑期」で始まるページの一覧）。 代わりにウィクショナリーのページ「農閑期」が役に立つかもしれません。 |